# Helmbrechts
Helmbrechts è una città tedesca di 9 241 abitanti, situata nel land della Baviera.

## Geografia fisica
Helmbrechts è situata vicino alla autostrada A9 fra Kulmbach e Hof. Si dice che Helmbrechts sia la porta del „Frankenwald“ (bosco franco).

## Storia
Helmbrechts è stata menzionata ufficialmente la prima volta nell'anno 1232. Viene nominato un cavaliere „Dietericus de Helmbrehtes“. Nel 1412 vengono costruite le mura della città con quattro porte. Nel 1422 diventò una città attraverso un certificato del burgravio Friedrich V. Dopo essere appartenuta alla Prussia e alla Francia (dal 1806 al 1810 sotto la dominazione di Napoleone) la città diventò bavarese nel 1810. 
Fino alla riforma della regione del 1972, Helmbrechts apparteneva al circondario di Münchberg e poi diventò, assieme a molte altre città della regione, parte del circondario di Hof.  Helmbrechts è, dopo Münchberg e Rehau, la terza città per dimensione.

### Außenlager Helmbrechts
Nell'agosto 1944 fu inaugurata una sede distaccata del Campo di concentramento di Flossenbürg. Fu destinato soprattutto alle prigioniere femminili che lavorarono nei capannoni della ditta Witt per la ditta „Kabel- und Metallwerke Neumeyer“ (fabbrica di cavi ed oggetti metallici Neumeyer). Il 13 aprile 1945 avvenne la marcia dell'evacuazione con 1175 prigioniere che andarono via Haide, Meierhof e Ahornberg a Schwarzenbach an der Saale e poi via Neuhausen bei Rehau, Františkovy Lázně, Mariánské Lázně, Planá e Domažlice a Volary. Più di 200 donne morirono o furono uccise durante la marcia.
Oggi, ogni anno i cittadini di Helmbrechts commemorano questa marcia e le donne morte. C'è anche un ceppo alla memoria nel cimitero di Helmbrechts.

### Riforma della regione
I paesi che appartengono alla città di Helmbrechts dopo la „Gebietsreform“ (riforma della regione) sono:
| Absang        | Almbranz       | Altsuttenbach  | Baiergrün     | Bärenbrunn         | Bischofsmühle | Buckenreuth     |
| Burkersreuth  | Dreschersreuth | Edlendorf      | Einzigenhöfen | Enchenreuth        | Geigersmühle  | Gösmes          |
| Günthersdorf  | Haide          | Hohberg        | Jägersruh     | Kleinschwarzenbach | Kollerhammer  | Kriegsreuth     |
| Lehsten       | Oberbrumberg   | Oberweißenbach | Ochsenbrunn   | Ort                | Ottengrün     | Rappetenreuth   |
| Rauhenberg    | Schlegelmühle  | Suttenbach     | Stechera      | Taubaldsmühle      | Unterbrumberg | Unterweißenbach |
| Wüstenselbitz | Zimmermühle    |                |               |                    |               |                 |

## Economia ed Infrastrutture

### Economia
Helmbrechts è un importante centro della industria tessile e della materia plastica. La tradizione dell'industria tessile è lunghissima, esiste anche un museo dove viene conservata la sciarpa più lunga del mondo. Già nel medioevo c'erano stabilimenti tessili, visto che la terra è magra di sostanze alimentari i contadini avevano dovuto cercare altro lavoro.
Così Helmbrechts viene chiamato anche „Kleiderschrank der Welt“ („armadio del mondo“).

### Collegamenti
Helmbrechts è vicino alla autostrada A9 (distanza circa 6 chilometri). Ha una stazione con collegamenti a Münchberg. A parte questo esiste anche un aeroporto per alianti.

## Scuole
- Realschule Helmbrechts
- Grund- und Hauptschule Helmbrechts

## Passatempo
Esiste una piscina ed una piscina all'aperto naturale, c'è anche un aeroporto per alianti. Ci sono dei sentieri segnalati, fra di loro anche il Cammino di Santiago di Compostela ed i sentieri europei E3 e E6.

## Monumenti e cultura

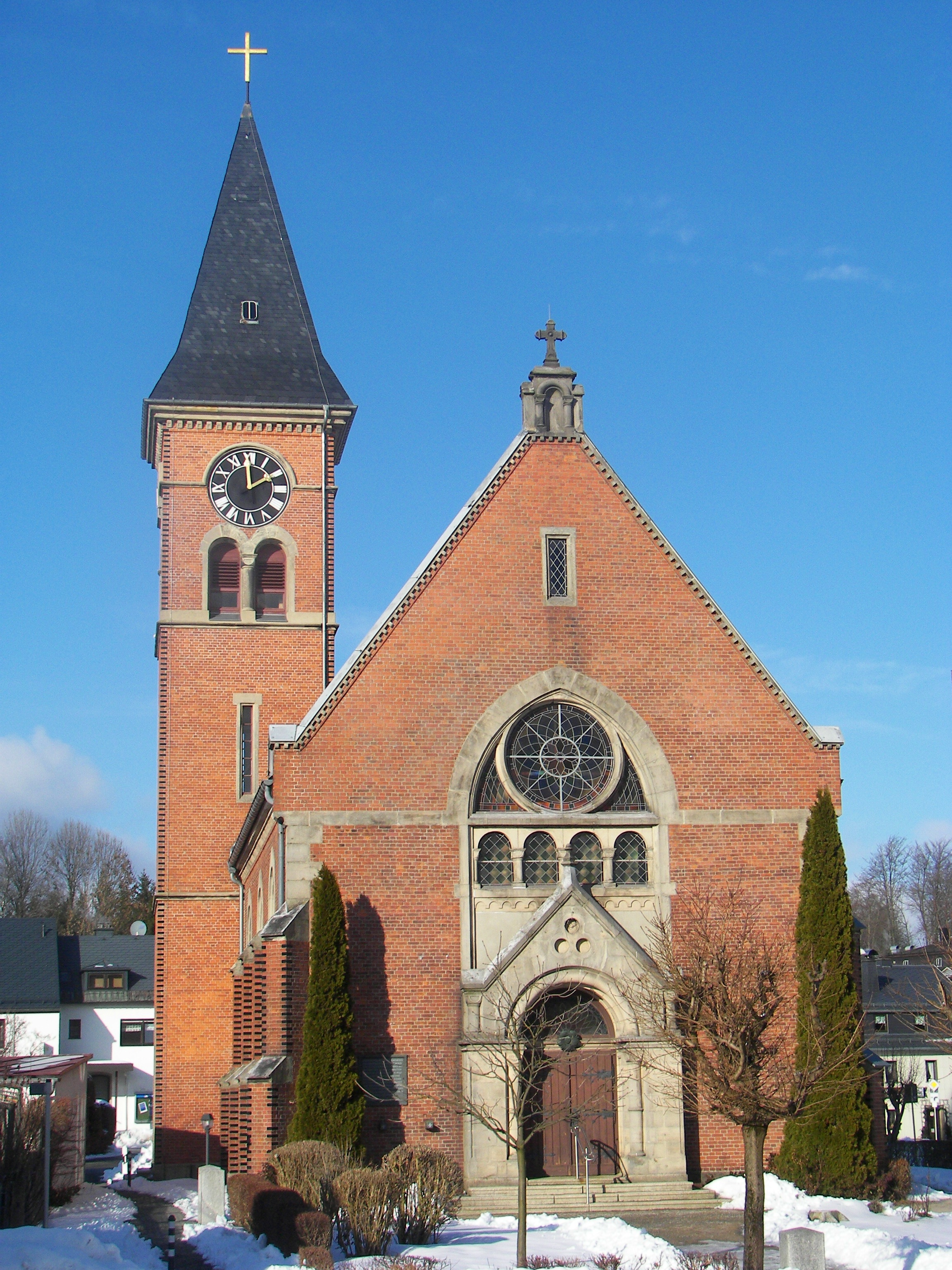
Dr.-Martin-Luther-Kirche nel paese Wüstenselbitz

### Musei
- Oberfränkisches Textilmuseum (museo del tessile nell'alta franconia)

### Curiosità
Helmbrechts costituisce un punto caldo di EuroBillTracker, con oltre 2 milioni di banconote inserite (dati del 28 febbraio 2018) per solo 9 000 abitanti: tale rapporto elevato ha incentivato il cosiddetto "turismo del tracciatore", portando numerosi altri utenti di EuroBillTracker a fermarsi nella cittadina per scambiare le proprie eurobanconote nella speranza che vengano rintracciate.